# Trisetum drucei
Trisetum drucei är en gräsart som beskrevs av Elizabeth Edgar. Trisetum drucei ingår i släktet glanshavren, och familjen gräs. Inga underarter finns listade i Catalogue of Life.